# Dilobopterus segmentalis
Dilobopterus segmentalis är en insektsart som beskrevs av Victor Antoine Signoret 1853. Dilobopterus segmentalis ingår i släktet Dilobopterus och familjen dvärgstritar. Inga underarter finns listade i Catalogue of Life.